# Gregory Jones
Pour les articles homonymes, voir Jones.

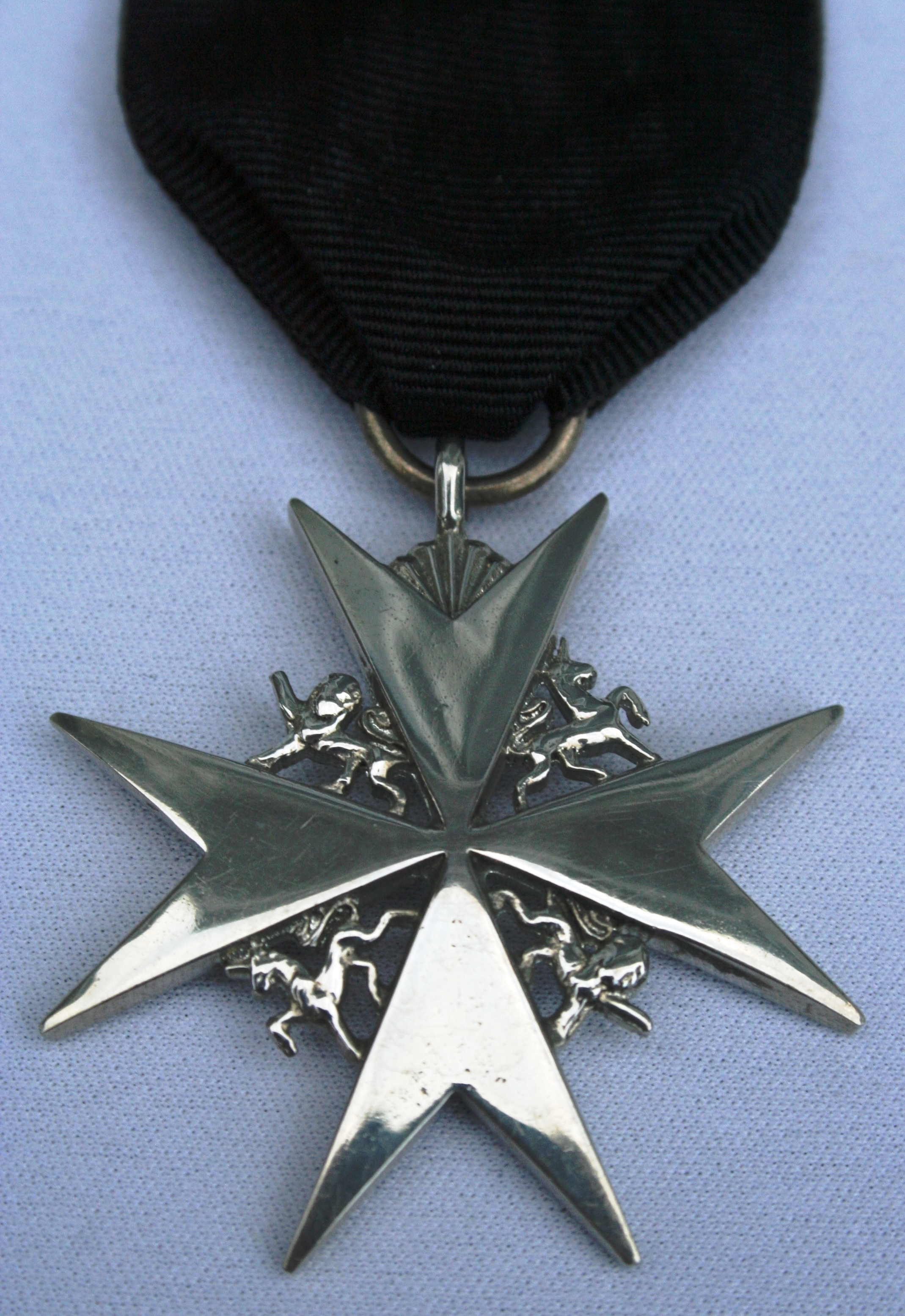
Insigne des MStJ

Gregory Percy Jones (né le 4 janvier 1968 à Dartford dans le Kent en Angleterre), est un barrister britannique, élu échevin de la Cité depuis 2017 puis shérif de Londres de 2024 à 2025.

## Biographie
D'ascendance galloise, le fils de Colin Jones et de sa femme Jeannette née McDonald originaire d'Irlande, il est scolarisé à la Colfe's School dans le Kent, avant de faire ses études en jurisprudence au New College à Oxford où il fut nommé B.A. puis M.A. Il poursuit ensuite ses recherches en droit à l'UCL (LL.M).
Fellow de la « Center for European Law » au KCL, Jones est aussi chancelier du diocèse de Manchester et vice-chancelier des diocèses d'Exeter et de Truro. 
Élu le 24 juin 2024, Jones est shérif aldermanique de la Cité de Londres (en 2024/25).

## Distinctions honorifiques
Depuis 2011 conseiller de la Reine, on lui accorde les lettres post-nominales « KC », Jones est nommé en 2025 membre du très vénérable ordre de Saint-Jean.